# Edwin Scharff Museum
Das Edwin Scharff Museum ist ein Kunstmuseum und Kindermuseum in Neu-Ulm.

## Geschichte
Ursprünglich befanden sich im 1977 eröffneten Kongress- und Veranstaltungszentrum Edwin-Scharff-Haus an der Silcherstraße einige Arbeiten aus Edwin Scharffs Nachlass. Etwa 25 Ölbilder, 20 kleine und zehn große Plastiken und etwa 300 Blätter wurden dort ausgestellt, bis 1999 das Edwin Scharff Museum am Petrusplatz eröffnet wurde. Es belegt die Räumlichkeiten des 1902 an der Ecke Friedenstraße und Hermann-Köhl-Straße erbauten ehemaligen Rentamtes, das ab 1969 als Heimatmuseum genutzt worden war.

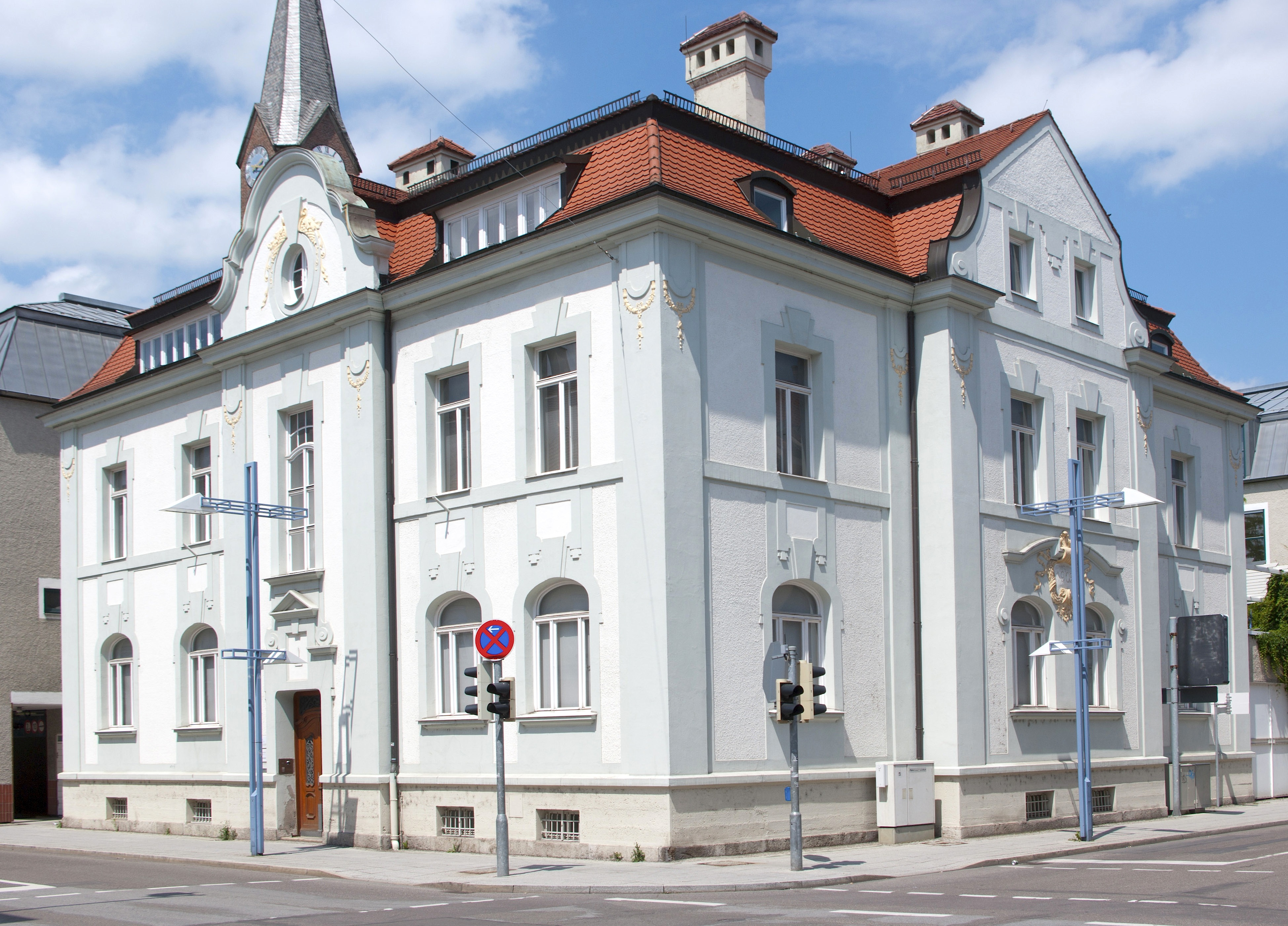
Altbau Hermann-Köhl-Straße 12

Das neubarocke Eckhaus war ab 1994 saniert worden und mit einem in zweijähriger Bauzeit für neun Millionen Mark (4,6 Millionen Euro) von der Stadt finanzierten Neubau am Petrusplatz 4 verbunden worden. Der Neubau mit einer Ausstellungsfläche von über 800 Quadratmetern beherbergte von 1998 bis 2008 das Archäologische Museum Neu-Ulm. Seit 2009 nutzt das Edwin Scharff Museum den durch den Auszug des Archäologischen Museums 2009 frei gewordenen Ausstellungstrakt zusätzlich zum Altbau. Etwa zwei Drittel der Fläche wird für das 2009 eröffnete Kindermuseum genutzt, außerdem für eine große Museumswerkstatt. Insgesamt bietet der Gebäudekomplex 1400 Quadratmeter Ausstellungsfläche.
Von September 2016 bis 2018 wurde das Gebäude umfassend umgebaut, saniert und barrierearm gestaltet. Für diese Neugestaltung unter Berücksichtigung von inklusiven Aspekten erhielt das Museum Fördermittel der Landesstelle für die nichtstaatlichen Museen in Bayern.
Verwaltet werden die Museen von den Städtischen Sammlungen Neu-Ulm. Das Edwin Scharff Museum ist Mitglied im Deutschen Museumsbund.

## Kunstmuseum
Das 1999 gegründete Edwin Scharff Museum hat seinen Schwerpunkt in der besuchernahen Vermittlung der Kunst des 20. Jahrhunderts. Grundstock des Museums bildet der Nachlass des Neu-Ulmer Malers, Grafikers und Bildhauers Edwin Scharff. In der Dauerausstellung gibt das Kunstmuseum einen Überblick über sein Werk. Gezeigt werden Skulpturen, Bilder und Dokumente Scharffs. Der heutige Museumsbestand verzeichnet etwa 9000 seiner Werke. Im Innenhof stehen zwei überlebensgroße Skulpturen von Edwin Scharff. Zum 125. Geburtstag Scharffs 2012 war die Jubiläumsausstellung Edwin Scharff zum Jubiläum – „Zeitlebens Zeichner“ mit 60 Skizzen, Bleistift- und Tuschezeichnungen sowie Aquarellen, die bislang nicht ausgestellt worden waren, zu sehen. Außerdem werden dauerhaft rund 50 Werke des ungegenständlichen Malers Ernst Geitlinger gezeigt. Daneben werden wechselnde Sonderausstellungen präsentiert, vorwiegend zur Kunst der Klassischen Moderne. Unter anderem gab es Ausstellungen zu Zeitgenossen und Wegbereitern Scharffs wie Max Klinger, Franz von Stuck, Georg Kolbe, Ernst Barlach, Käthe Kollwitz oder Wilhelm Lehmbruck.

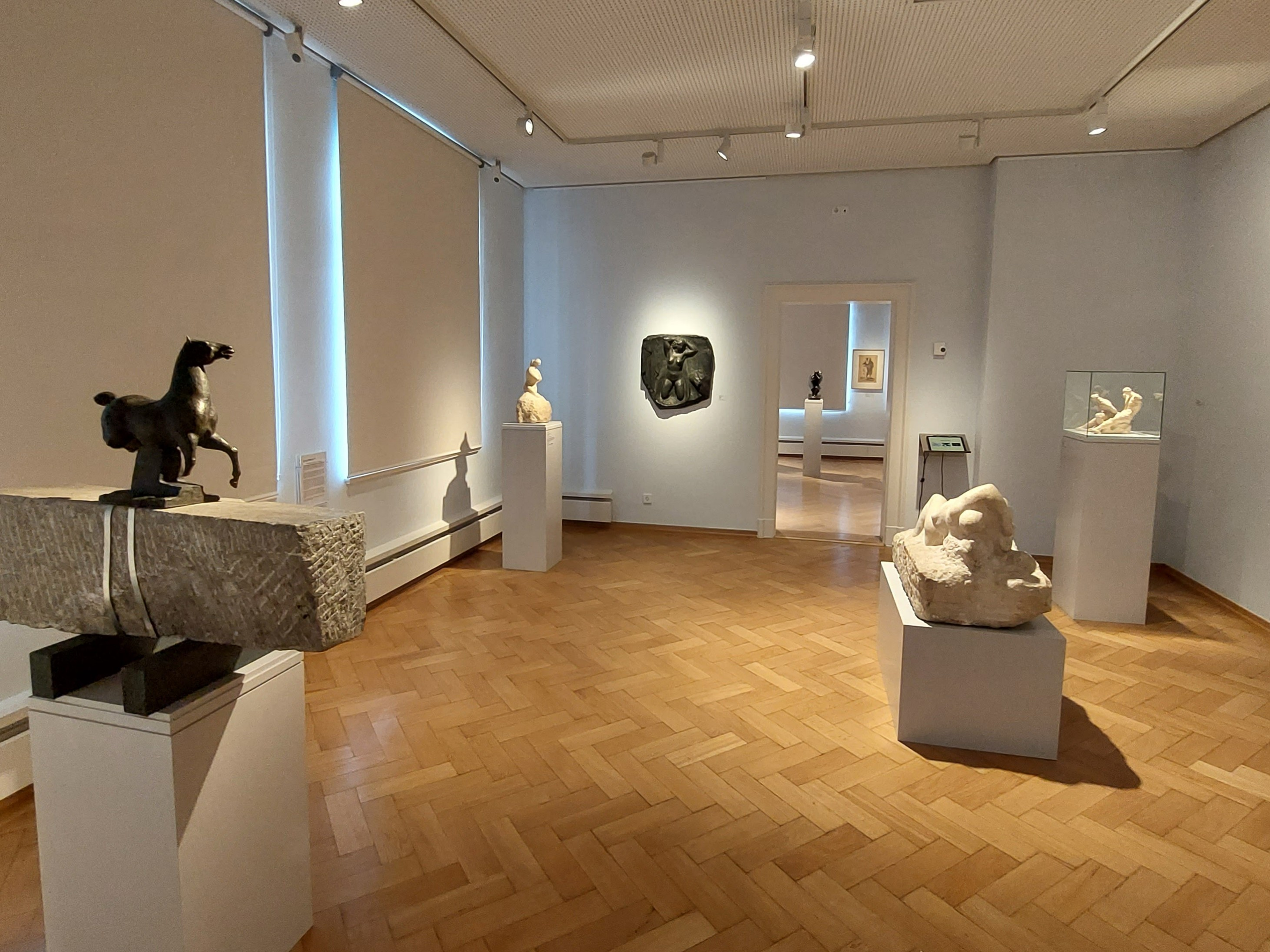
Ausstellungsräume
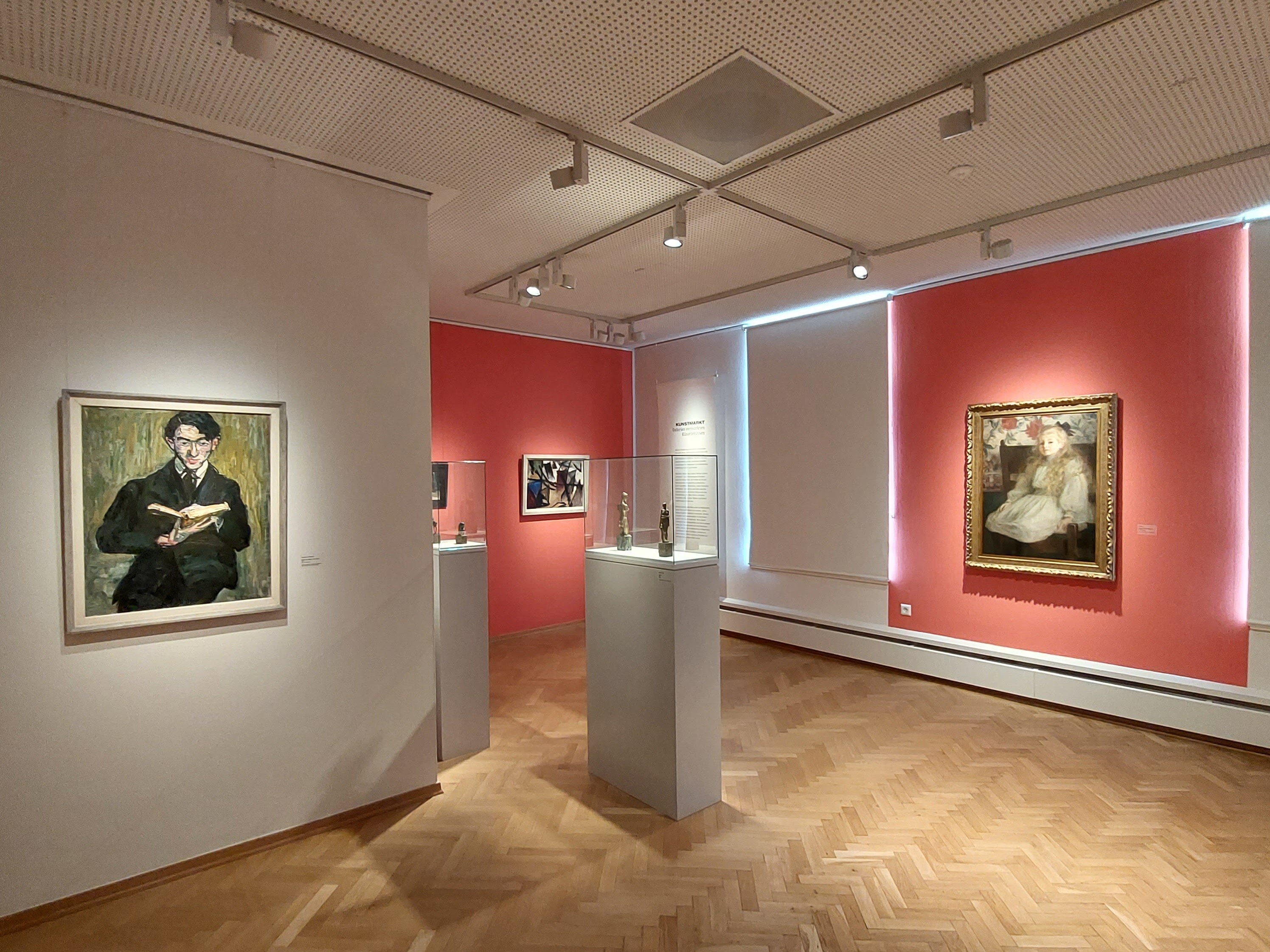
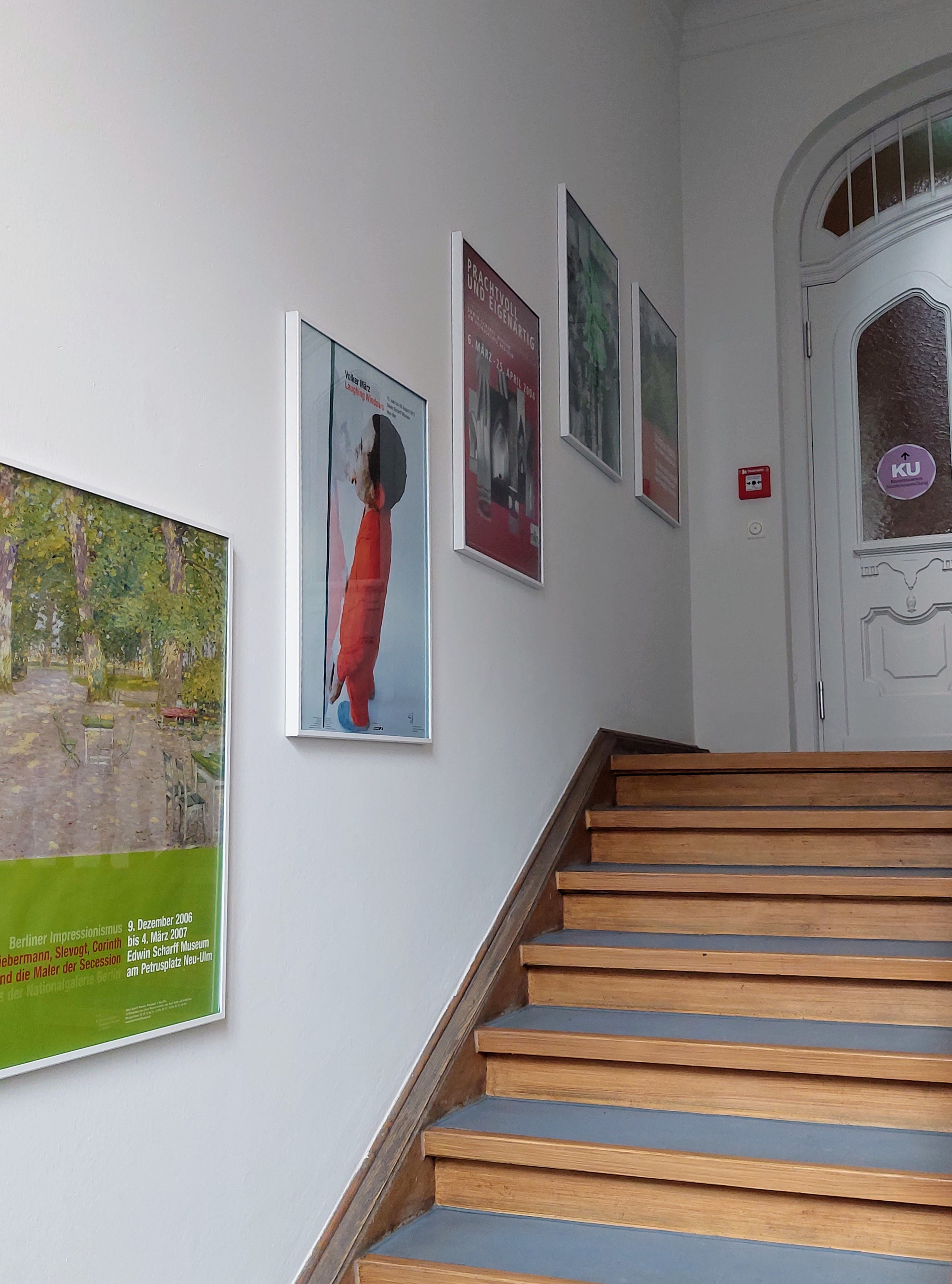
Treppenhaus
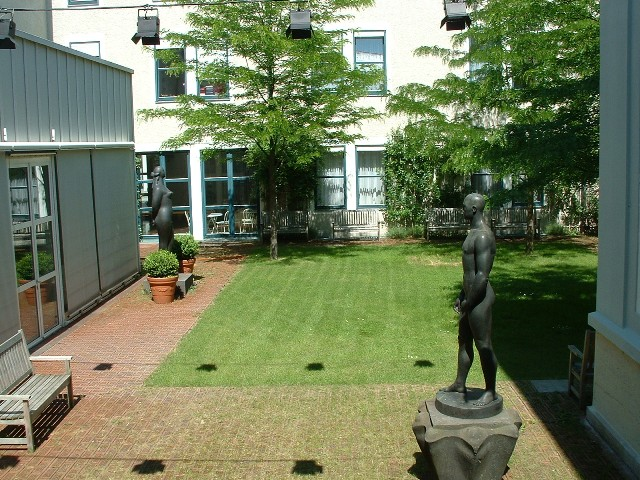
Innenhof

Sonderausstellungen (Auswahl):
- 2024: Gustav Seitz – Figur & Empfindung[14]
- 2024: Die Molls und die Purrmanns – Zwei Künstlerpaare der Moderne. Bilder von Marg Moll, Oskar Moll, Mathilde Vollmoeller-Purrmann, Hans Purrmann, Ausstellung des Museums Wiesbaden in Kooperation mit dem Edwin Scharff Museum[15]
- 2023: Vom Wesen der Natur. Zwei Jahrhunderte empfundener Kunst – Die Sammlung Andreas Gerritzen.[16]
- 2022: Kampf um Sichtbarkeit. Künstlerinnen der Nationalgalerie vor 1919

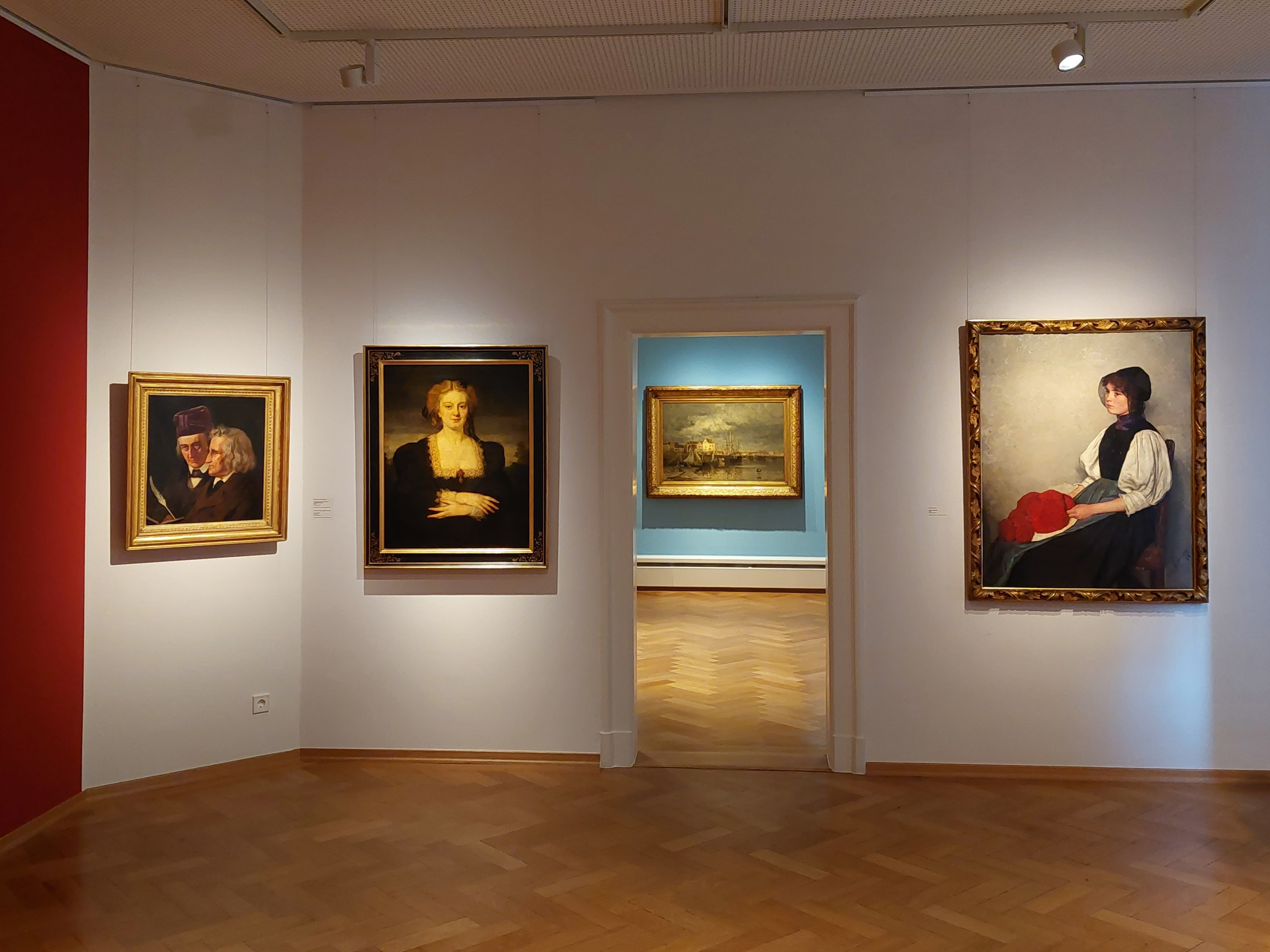
Einblick in die Ausstellung Kampf um Sichtbarkeit, 2022

- 2022: Aussenräume – Innensichten. Projekte, Ideen und Fragen zum öffentlichen Raum mit ausgewählten Arbeiten von Max Erbacher, Oliver Gather, Gigo, Christian Hasucha, Uschi Huber, Dagmar Schmidt
- 2022: Jacoba van Heemskerck – Kompromisslos modern
- 2020: Renée Sintenis – Pionierin der Bildhauerei
- 2019: Ein Künstlerpaar der Moderne – Emil Maetzel und Dorothea Maetzel-Johannsen
- 2019: ZARTE MÄNNER – in der Skulptur der Moderne. Skulpturen der Moderne mit rund 60 Plastiken u. a. von Adolf von Hildebrand, George Minne, Hermann Blumenthal, Georg Kolbe, Gerhard Marcks
- 2018: Wie ein Traum! – Emil Orlik in Japan
- 2018: Denn was innen, das ist aussen – Emil Cimiotti
- 2016: Der Berliner Skulpturenfund
- 2015: Die Malweiber von Paris – Deutsche Künstlerinnen im Aufbruch. Werke von zehn Künstlerinnen, u. a. Martha Bernstein, Käthe Kollwitz, Sabine Lepsius, Paula Modersohn-Becker, Margarethe Moll, Maria Slavona, Mathilde Vollmoeller-Purrmann, Clara Rilke-Westhoff
- 2015: Die stille Zeit im Zentrum des Zyklons – Gerhard Marcks und sein Modell Trude Jalowetz
- 2015: Verglühte Träume – Werke junger Künstler, Opfer des Ersten Weltkrieges. Werke von Benno Berneis, Hans Fuglsang, Franz Seraph Henseler, Wilhelm Morgner, Franz Nölken, Otto Soltau, Hermann Stenner, Albert Weisgerber[17]
- 2013: Ich allein weiß, wer ich bin – Elfriede Lohse-Wächtler[18]
- 2013: Laughing Windows – Volker März[19]

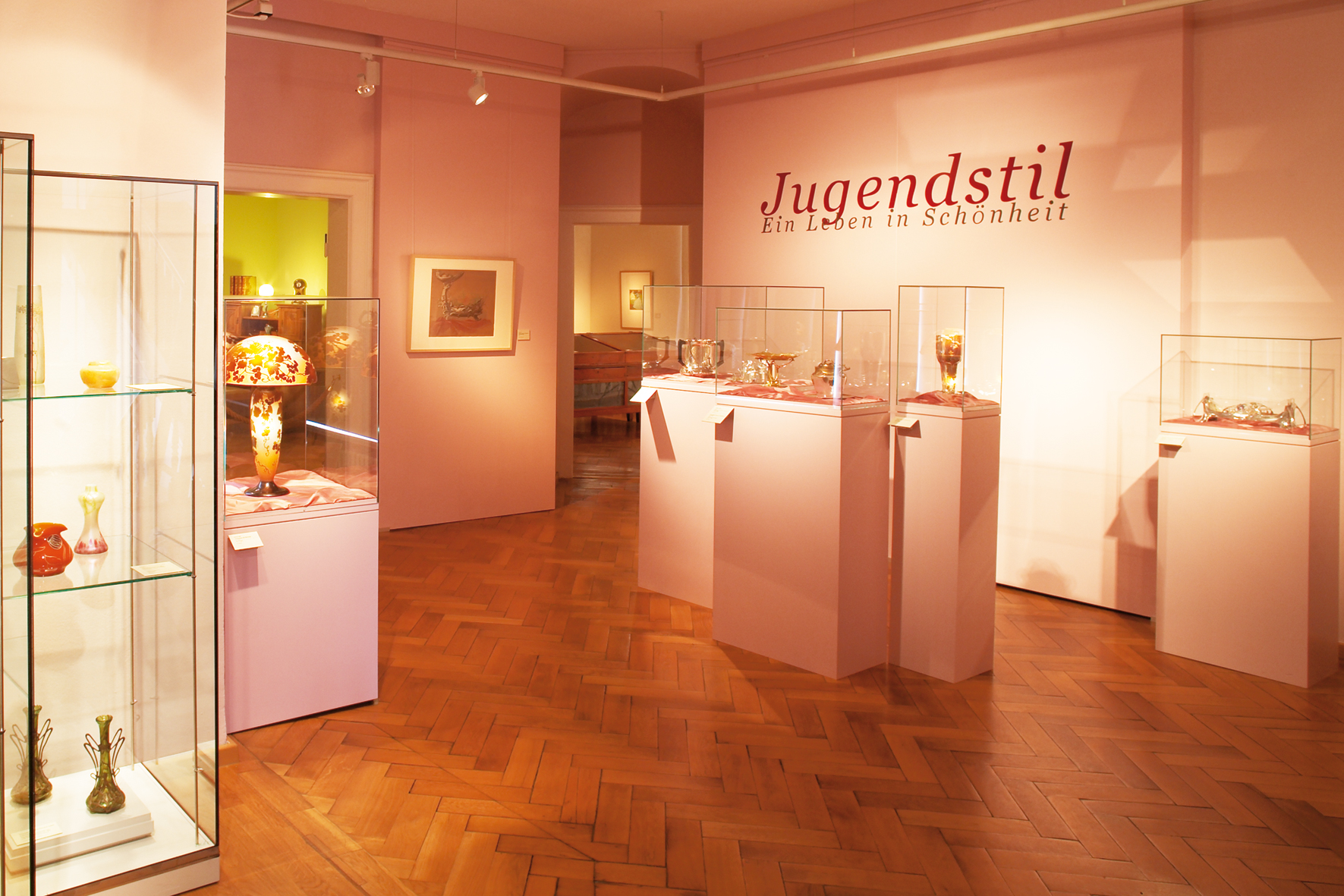
Einblick in die Ausstellung Jugendstil. Ein Leben in Schönheit, 2007

- 2012: Ein famoses Talent – Mathilde Vollmoeller-Purrmann[20]
- 2011: Hygiene in der Kunst – Claudia von Funcke
- 2011: Fundstücke – Jenny Mucchi-Wiegmann
- 2011: William Wauer und der Berliner Kubismus[21]
- 2008: Anthropomorphe Zeichen – Franz Bernhard
- 2007: „Steht bloß rum und ist nackt?“ Skulptur entdecken![3]
- 2007: Max Klinger – Auf der Suche nach dem neuen Menschen[22]
- 2006: Klaus Müller-Klug
- 2003: Ewald Mataré – Das Bild des Menschen[23]
- 2002: Malerei – Cornelius Völker[24]

## Kindermuseum
Das seit Sommer 2009 bestehende Kindermuseum zeigt jährlich bis zweijährlich wechselnde nicht auf Kunst beschränkte interaktive Ausstellungen mit Experimentier- und Mitmachstationen zur erlebnisorientierten Vermittlung von Wissen. Die auf die Bedürfnisse von Kindern und Jugendlichen ausgerichteten Ausstellungen umfassen unterschiedliche gesellschaftsrelevante, kulturgeschichtliche oder naturwissenschaftliche Themen. Unter anderem wurden Ausstellungen zu den Themen Familie, Tod, der eigene Körper oder Globalisierung entwickelt. Für die digitalen Vermittlungsangebote zur Ausstellung „Architektierisch“ während des coronabedingten Lockdowns wurde das Museum 2021 mit dem Sonderpreis „Kleines Budget“ des DigAMus-Award ausgezeichnet.
Wechselausstellungen:
- 2024: Was Du alles kannst – Eine Forschungsreise in die Welt der Tätigkeiten. Eine Mitmach-Ausstellung[29]
- 2022: Erzähl mir was vom Tod! – Eine interaktive Ausstellung über das Davor und das Danach.
- 2019: Architektierisch – Bauten von Mensch & Tier
- 2018: Hör mal wer da guckt! – Eine interaktive Mitmachausstellung
- 2015: Voll Abgefahren. Ausstellung zu Mobilität, Technik und Naturwissenschaften
- 2013: Kopfüber Herzwärts – In meinem Körper bin ich zu Haus.
- 2012: Willkommen@Hotel Global – Finde heraus wie alles auf der Welt zusammenhängt!
- 2011: Erzähl mir was vom Tod! – Eine interaktive Ausstellung über das Davor und das Danach.
- 2010: Ganz weit weg und doch so nah
- 2009: Achtung Familie![26]